# Sandro Mazzola
Sandro Mazzola, właśc. Alessandro Mazzola (ur. 8 listopada 1942 w Turynie) – włoski piłkarz, który występował na pozycji pomocnika lub napastnika. Legenda Interu Mediolan. Uważany przez wielu za jednego z najlepszych włoskich piłkarzy w historii i jednego z najlepszych piłkarzy swojego pokolenia na świecie.
W latach 1963–1974 reprezentant Włoch. Złoty medalista mistrzostw Europy 1968 i srebrny medalista mistrzostw świata 1970. Uczestnik mistrzostw świata 1966 i 1974.

## Życiorys
Jest synem tragicznie zmarłego Valentino Mazzoli, wielkiego piłkarza i kapitana AC Torino, który wraz z resztą zespołu zginął w katastrofie lotniczej w 1949. Mazzola był jednym z najlepszych piłkarzy Interu lat 60. i 70., całą swoją karierę związał z ekipę Nerazzurrich.
Mazzola debiutował w barwach Interu 10 czerwca 1961 w dotkliwie przegranym 1:9 spotkaniu z Juventusem i z rzutu karnego zdobył jedyną bramkę dla mediolańskiej drużyny. Gol dał nastolatkowi przepustkę do pierwszego zespołu Interu i już dwa lata później występował w nim regularnie, będąc jednym z najważniejszych ogniw słynnej ekipy Helenio Herrery.
Mazzola zdobył dla Interu 116 bramek w 417 ligowych spotkaniach, w Pucharze Włoch zaliczył 80 występów strzelając 24 gole, a na europejskich boiskach rozegrał 67 spotkań trafiając w nich 20 razy do siatki bramki rywali. W sumie w 565 spotkaniach zdobył 160 goli. Wraz z Interem Mazzola czterokrotnie zdobył Scudetto (1963, 1965, 1966, 1971), dwa Puchary Mistrzów (1964, 1965) i dwa Puchary Interkontynentalne (1964, 1965), a w 1965 roku został także królem strzelców Serie A.
W reprezentacji Włoch zagrał 70 razy i zdobył 22 bramki. Pierwszy mecz w koszulce Azzurrich rozegrał przeciwko Brazylii 12 maja 1963 – miał wówczas zaledwie 20 lat. Wziął udział w trzech finałowych turniejach MŚ (1966, 1970 i 1974), w 1970 zdobywając tytuł wicemistrzowski. Mazzola jest także mistrzem Europy z 1968.
Mazzola był dyrektorem sportowym Interu w latach 1995–2003. Był komentatorem stacji Rai Sport, dla której relacjonował m.in. mistrzostwa świata 1982.

## Sukcesy

### Inter Mediolan
- Miistrzostwo Włoch: 1962/1963, 1964/1965, 1965/1966, 1970/1971
- Puchar Europy Mistrzów Klubowych: 1963/1964, 1964/1965
- Puchar Interkontynentalny: 1964, 1965

### Reprezentacyjne
- Mistrzostwo Europy: 1968
- Wicemistrzostwo świata: 1970

### Indywidualne
- Król strzelców Serie A: 1964/1965 (17 goli)
- Król strzelców Pucharu Europy Mistrzów Klubowych: 1963/1964 (7 goli)

### Wyróżnienia
- Złota Piłka (2. miejsce): 1971[3]
- Drużyna turnieju Mistrzostw Europy: 1968[4]